# Any Given Thursday
Albums de John Mayer
Room For Squares
(2001) Heavier Things
(2004)
Any Given Thursday est le premier CD/DVD Live de John Mayer. Il a été tourné à Birmingham en Alabama au Oak Mountain Amphitheater le 12 septembre 2002.
La plupart des chansons jouées sont issues de son album Room For Squares.

## Liste des chansons

### Premier disque
1. 3x5 – 8:05
2. No Such Thing (Clay Cook, John Mayer) – 4:46
3. Back to You – 4:36
4. City Love – 5:11
5. Something's Missing – 6:47
6. Man on the Side Medley – 8:46
  - Lenny (Stevie Ray Vaughan)
  - Man on the Side (Cook, Mayer)
7. Message in a Bottle (The Police) – 5:06
  - Features Jóga (DVD version only) (Björk)
8. Love Song for No One (Cook, Mayer) – 3:35

### Deuxième disque
1. Why Georgia – 8:24
2. Your Body Is a Wonderland – 6:05
3. My Stupid Mouth – 5:02
4. Covered in Rain – 10:25
  - avec un long solo de guitare
5. 83 Medley – 7:29
  - 83 (Mayer)
  - Girls Just Want to Have Fun (Robert Hazard)
  - Let's Hear It for the Boy (Deniece Williams)
6. Comfortable (Cook, Mayer) – 7:37
7. Neon – 10:22
  - avec un solo de batterie et de basse

### DVD
1. Introduction
2. 3x5 – 8:05
3. No Such Thing (Cook, Mayer) – 4:46
4. Back to You – 4:36
5. City Love – 5:11
6. Something's Missing – 6:47
7. Man on the Side Medley – 8:46
  - Lenny (Vaughan)
  - Man on the Side (Cook, Mayer)
8. Message in a Bottle (The Police) – 5:06
  - Avec Jóga, interlude de (Björk)
9. Love Song for No One (Cook, Mayer) – 3:35
10. Why Georgia – 8:24
11. Your Body Is a Wonderland – 6:05
12. My Stupid Mouth – 5:02
13. Covered in Rain – 10:25
14. 83 Medley – 7:29
  - 83 (Mayer)
  - Girls Just Want to Have Fun (Hazard)
  - Let's Hear It For The Boy (Williams)
15. Comfortable (Cook, Mayer) – 7:37
16. Neon – 10:22
  - avec un solo de batterie et de basse
17. Credits